# Liste de réalisations des ateliers Lorin en France
Pour un article plus général, voir Ateliers Lorin.
Cette liste recense les réalisations des ateliers Lorin en France de 1863 à nos jours.
Ces réalisations sont présentes dans plus de 131 sites, 38 départements et 11 régions.
La plaquette de présentation des années 1930 Charles Lorin et Cie annonce, depuis la fondation des ateliers, des réalisations dans 4 000 églises en France et à l'étranger. En 2020, la Maison Lorin évalue ce nombre à 6 000 chantiers effectués depuis plus de 150 ans. Cette liste n'est donc pas exhaustive.

## Liste
| Site                                                                                            | Commune                                       | Département        | Région                  | Dates                                    | Nombre de verrières | Commentaires | Numéros de baies                   | Wikimedia Commons Base Palissy Sites externes |
| ----------------------------------------------------------------------------------------------- | --------------------------------------------- | ------------------ | ----------------------- | ---------------------------------------- | ------------------- | --- | ---------------------------------- | --- |
| Cathédrale Notre-Dame                                                                           | Chartres                                      | Eure-et-Loir       | Centre-Val de Loire     | 1924, 1954, 1964, 1971                   | 4                   | | 31, 32, 33, 34                     | Photos 31 sur Commons Photos 32 sur Commons Photos 33 sur Commons Photos 34 sur Commons Notice no PM28000807                                                      |
| Église Saint-Aignan                                                                             | Chartres                                      | Eure-et-Loir       | Centre-Val de Loire     | 1865, 1887-1889, 1891, 1894              | 7                   | Restauration générale de toutes les verrières vers 1950                                                                                      | 3 à 7, 16, 20                      | Galerie : Église Saint-Aignan |
| Église Saint-Pierre                                                                             | Chartres                                      | Eure-et-Loir       | Centre-Val de Loire     | 1876                                     | 1                   | |                                    | Photo sur Commons |
| Article détaillé : Liste des réalisations de la Maison Lorin dans l'agglomération de Chartres . | Communauté d'agglomération Chartres Métropole | Eure-et-Loir       | Centre-Val de Loire     |                                          |                     | |                                    | |
| Église Saint-Lubin                                                                              | Arrou                                         | Eure-et-Loir       | Centre-Val de Loire     | 1889 à 1919                              | 12                  | Nicolas Lorin, Veuve N. Lorin, Charles Lorin                                                                                                 | 0 à 5, 7 à 12                      | Photos sur Commons |
| Église Saint-Nicolas                                                                            | Brezolles                                     | Eure-et-Loir       | Centre-Val de Loire     | 1878, 1922, années 1950                  | 3                   | | 00, 10, 16                         | Photos sur Commons |
| Église Saint-Germain                                                                            | Digny                                         | Eure-et-Loir       | Centre-Val de Loire     | 1919                                     | 2                   | Charles Lorin (signature) |                                    | Photos sur Commons |
| Église Saint-Pierre                                                                             | Dreux                                         | Eure-et-Loir       | Centre-Val de Loire     | 1894                                     | 1                   | Lorin (signature), Descente de Croix et Mise au tombeau                                                                                      |                                    | Photos sur Commons |
| Église Saint-Pierre-et-Saint-Paul                                                               | Gallardon                                     | Eure-et-Loir       | Centre-Val de Loire     | Non daté                                 | 1                   | Verrière à 3 lancettes |                                    | Photo sur Commons |
| Église Saint-Médard d'Orlu                                                                      | Gommerville                                   | Eure-et-Loir       | Centre-Val de Loire     | 2019                                     | 7                   | Élodie Vally, créations abstraites sur la vie de Saint-Médard                                                                                | 1, 3 à 6, 8, 10                    | |
| Église Saint-Étienne                                                                            | Janville                                      | Eure-et-Loir       | Centre-Val de Loire     | 1890 à 1921                              | 13                  | | 4 à 13, 15, 16, 107                | Photos sur Commons Notice no IM28000001, Notice no IM28000002, Notice no IM28000003, Notice no IM28000042                                                         |
| Chapelle de la Sainte-Trinité, dite de la Sœur Saint-Henri                                      | Janville                                      | Eure-et-Loir       | Centre-Val de Loire     | 18XX (4° quart) et XXe siècle            | 8                   | | 0 à 7                              | Notice no IM28000043 |
| Église Saint-Étienne-et-Sainte-Madeleine                                                        | Le Puiset                                     | Eure-et-Loir       | Centre-Val de Loire     | 1920 Et non daté                         | 16                  | Dont hommage aux morts du Puiset de la guerre 1914-1918 par Charles Lorin                                                                    | 4, 6 à 9, 101 à 111                | Notice no IM28000079 Notice no IM28000401 |
| Église Notre-Dame                                                                               | Nogent-le-Rotrou                              | Eure-et-Loir       | Centre-Val de Loire     | 1914, 1924                               | 8                   | Charles Lorin (signatures) |                                    | Photos sur Commons |
| Église Saint-Hilaire                                                                            | Nogent-le-Rotrou                              | Eure-et-Loir       | Centre-Val de Loire     | 1890                                     | 14                  | |                                    | Photos sur Commons Notice no PA00097175 |
| Église Saint-Lubin                                                                              | Pontgouin                                     | Eure-et-Loir       | Centre-Val de Loire     | 1883 notamment                           | 12                  | Lorin (signatures) |                                    | Photos sur Commons |
| Église Saint-Denis                                                                              | Toury                                         | Eure-et-Loir       | Centre-Val de Loire     | 1890, 1892, 1899                         | 21                  | | 3, 5 à 16, 101 à 108               | Photos sur Commons Notice no IM28000400 |
| Église Saint-Aignan                                                                             | Baule                                         | Loiret             | Centre-Val de Loire     | 1929 ; 1932                              | 2                   | Charles Lorin et Cie (signature) : Fuite en Égypte, Le Christ, sainte Claire et saint François                                               | 12 et 13                           | Notice no IM45000662 |
| Église Saint-Claude                                                                             | Beaugency                                     | Loiret             | Centre-Val de Loire     | 1928                                     | 12                  | Charles Lorin : Sainte Famille | 5, 7, 9, 12 et 13                  | Notice no IM45000778 Notice no IM45001313 |
| Église Notre-Dame                                                                               | Bellegarde                                    | Loiret             | Centre-Val de Loire     | Non daté                                 | 1                   | Charles Lorin (signature) |                                    | Photo sur Commons |
| Église Sainte-Marguerite                                                                        | Cerdon                                        | Loiret             | Centre-Val de Loire     | 1888                                     | 1                   | Assomption de Marie |                                    | Photo sur Commons |
| Église Saint-Sulpice                                                                            | Gy-les-Nonains                                | Loiret             | Centre-Val de Loire     | 1879, 1886 et 1894                       | 4                   | Nicolas Lorin et Veuve N. Lorin (trilogie historique locale)                                                                                 | 1, 3 , 5 et ?                      | |
| Église Saint-Étienne                                                                            | Jargeau                                       | Loiret             | Centre-Val de Loire     | 19XX (4e quart)                          | 9                   | Charles Lorin et Lobin, Dano auteur du modèle                                                                                                |                                    | Photos sur Commons Notice no IM45000019 |
| Église Saint-Sulpice                                                                            | Lailly-en-Val                                 | Loiret             | Centre-Val de Loire     | 1889, 1913                               | 3                   | Nicolas Lorin, Lorin et Charles Lorin (3 signatures) : saint Joseph non daté, sainte Cécile (1882) et saint Vincent (1913)                   | 1, 8 et 12                         | Photos sur Commons Notice no IM45000668 Notice no IM45000685 Notice no IM45000750                                                                                 |
| Église Notre-Dame                                                                               | Montliard                                     | Loiret             | Centre-Val de Loire     | À définir                                | À définir           | Charles Lorin |                                    | Notice no IM45000598 |
| Église Saint-Sauveur                                                                            | Argenton-sur-Creuse                           | Indre              | Centre-Val de Loire     | 18XX (2e moitié)                         | 1                   | Charles Lorin (attribution) : Sacré-Coeur |                                    | Notice no IM36001902 |
| Chapelle de la Bonne-Dame (ex-chapelle Notre-Dame-des-Bancs)                                    | Argenton-sur-Creuse                           | Indre              | Centre-Val de Loire     | 18XX-19XX                                | 5                   | Charles Lorin (attribution) |                                    | Notice no IM36001910 Notice no IM36001911 Notice no IM36001912 Notice no IM36001913 Notice no IM36001914                                                          |
| Église Saint-Germain                                                                            | Bouges-le-Château                             | Indre              | Centre-Val de Loire     | 1903                                     | 2                   | Charles Lorin |                                    | Notice no IM36001786 Notice no IM36001787 (photos) |
| Église Notre-Dame-du-Bout-des-Ponts                                                             | Amboise                                       | Indre-et-Loire     | Centre-Val de Loire     | 2019                                     | 4                   | Restauration des baies et recréation d'un panneau manquant                                                                                   | 4, 6, 8, 10                        | |
| Église Saint-Mathurin                                                                           | Beddes                                        | Cher               | Centre-Val de Loire     | 19XX (1er quart)                         | 1                   | Charles Lorin (signature) : saint Mathurin, saint Blaise                                                                                     | 0                                  | Notice no IM18000407 |
| Église Saint-Germain de Dommerville                                                             | Angerville                                    | Essonne            | Île-de-France           | 1905                                     | 3                   | Charles Lorin (peintre), Henri Carot (peintre-verrier) : Crucifixion, saint Denis, saint Joseph, homme                                       |                                    | Notice no PM91001807 |
| Église Notre-Dame-de-l'Assomption-de-la-Très-Sainte-Vierge                                      | Boigneville                                   | Essonne            | Île-de-France           | 1870                                     | 1                   | Lorin (signature) : Assomption de Marie |                                    | Photos sur Commons |
| Église Saint-Médard                                                                             | Chalo-Saint-Mars                              | Essonne            | Île-de-France           | 1876, 1895                               | 5                   | saint Médard, saint Hilaire (0), Assomption (1), Apparition du Christ (2), saint Louis (9), saint Antoine (11)                               | 0 à 2, 9, 11                       | Notice no IM91000547 Notice no IM91000558 Notice no IM91000571 Notice no IM91000572                                                                               |
| Église Saint-Germain-d'Auxerre                                                                  | Dourdan                                       | Essonne            | Île-de-France           | 1874                                     | 2                   | Dont une verrière non datée |                                    | Photos sur Commons |
| Église Saint-Rémi                                                                               | Draveil                                       | Essonne            | Île-de-France           | 1923                                     | 1                   | Charles Lorin : Sainte Famille |                                    | Notice no IM91001459 |
| Collégiale Saint-Martin                                                                         | Étampes                                       | Essonne            | Île-de-France           | 1879                                     | 1                   | Apparition de la Vierge à Bernadette Soubirous                                                                                               | 29                                 | Photo sur Commons Notice no IM91000206 |
| Église Sainte-Marie-Madeleine                                                                   | Marcoussis                                    | Essonne            | Île-de-France           | 1887                                     | 1                   | Veuve N. Lorin (signature) : Jésus chez Marthe et Marie                                                                                      | 0                                  | Photos sur Commons Notice no IM91000994 |
| Collégiale Notre-Dame-de-l'Assomption                                                           | Milly-la-Forêt                                | Essonne            | Île-de-France           | 1900                                     | 2                   | Charles Lorin |                                    | Photos sur Commons |
| Abbaye de la Sainte-Trinité de Morigny (ancienne)                                               | Morigny-Champigny                             | Essonne            | Île-de-France           | 1868, 1974                               | 3                   | Atelier Lorin-Hermet-Juteau : restauration de 1974                                                                                           | 0 à 2                              | Notice no IM91000615 |
| Église Saint-Denis de Wissous                                                                   | Wissous                                       | Essonne            | Île-de-France           | 1878 1887, 1890                          | 9                   | Nicolas Lorin Lorin | 0 à 3, 7, 9 à 11, 14               | Photos sur Commons |
| Église Saint-Joseph-des-Quatre-Routes                                                           | Asnières-sur-Seine                            | Hauts-de-Seine     | Île-de-France           | 1910                                     | 1                   | Charles Lorin, Louis Piébourg cartonnier : saint Joseph                                                                                      | 0                                  | Notice no IM92001092 |
| Église Saint-Urbain                                                                             | La Garenne-Colombes                           | Hauts-de-Seine     | Île-de-France           | 1902, 1912                               | 3                   | Charles Lorin (signatures) : saint Louis, saint Jean-Baptiste, saint Michel, saint Aubert                                                    | 5, 6 et 8                          | Notice no IM92000170 |
| Église Sainte-Eugénie                                                                           | Marnes-la-Coquette                            | Hauts-de-Seine     | Île-de-France           | 1909                                     | 12                  | Charles Lorin | 1 à 12                             | Notice no IM92001001 Notice no IM92001002 |
| Église Notre-Dame de Clignancourt                                                               | 18e arrondissement                            | Paris              | Île-de-France           | 1932-1933                                | 5                   | Charles Lorin et Cie, Dano, Jondot (signatures)                                                                                              |                                    | Photos sur Commons |
| Église Saint-Georges de la Villette                                                             | 19e arrondissement                            | Paris              | Île-de-France           | Non daté                                 | 1                   | |                                    | Photos sur Commons |
| Église Saint-Cyr-et-Sainte-Julitte                                                              | Crouy-sur-Ourcq                               | Seine-et-Marne     | Île-de-France           | Non daté                                 | 2                   | Nicolas Lorin (mention de restauration) |                                    | Photos sur Commons |
| Église Saint-Joseph                                                                             | Aulnay-sous-Bois                              | Seine-Saint-Denis  | Île-de-France           | 1934-1940, 1942                          | 4                   | Charles Lorin, François Lorin : verrières mariales, saint Adrien et sainte Marthe                                                            | 15 à 18                            | Notice no IM93000141 Notice no IM93000142 |
| église Sainte-Bernadette de la Dhuys                                                            | Gagny                                         | Seine-Saint-Denis  | Île-de-France           | 1936                                     | 3                   | Charles Lorin, cartons de M. Dano | 0 à 2                              | Notice no IM93000066 |
| église Sainte-Thérèse du Chénay                                                                 | Gagny                                         | Seine-Saint-Denis  | Île-de-France           | 1934 à 1936                              | 12                  | Charles Lorin, cartons de M. Dano | 1 à 12                             | Notice no IM93000117 Notice no IM93000118 |
| Église Notre-Dame-du-Rosaire                                                                    | Saint-Ouen                                    | Seine-Saint-Denis  | Île-de-France           | 1909, 1910                               | 5                   | Charles Lorin | 3 à 6                              | Photos sur Commons Notice no IM93000208 Notice no IM93000203 |
| Église Sainte-Élisabeth de Freinville                                                           | Sevran                                        | Seine-Saint-Denis  | Île-de-France           | 1917, 1924                               | 2                   | Charles Lorin | 0, 2                               | Notice no IM93000147 |
| Église Notre-Dame-de-l'Assomption                                                               | Stains                                        | Seine-Saint-Denis  | Île-de-France           | 1929                                     | 2                   | Charles Lorin | 1, 2                               | Photo sur Commons Notice no IM93000089 |
| Église Saint-Pierre-Saint-Paul                                                                  | Ablis                                         | Yvelines           | Île-de-France           | 1866, 1872, 1874                         | 3                   | Nicolas Lorin | 1, 3, 8                            | Photos sur Commons Notice no PM78000104 Notice no PM78000105 Notice no IM78000994                                                                                 |
| Église Saint-Barthélémy                                                                         | La Boissière-École                            | Yvelines           | Île-de-France           | 1893, 1894, 1896, 1899, 1910, 1912, 1917 | 14                  | Avec Charles Crauk en 1899. À noter, 2 copies à la manière de Lorin par Gustave Dupin (9, 10)                                                | 0 à 8, 11 à 14, 16                 | Notice no IM78000033 Notice no IM78000034 Notice no IM78000035 Notice no IM78000036 Notice no IM78000037 Notice no IM78000038 Notice no IM78000039                |
| Église Saint-Nicolas                                                                            | Clairefontaine-en-Yvelines                    | Yvelines           | Île-de-France           | 19XX                                     | 1                   | Église édifiée en 1902 : saint Germain |                                    | Notice no IM78001099 |
| Église Saint-Antoine-de-Padoue                                                                  | Le Chesnay                                    | Yvelines           | Île-de-France           | 1906                                     | 3                   | Charles Lorin (signatures) Histoire de saint Antoine, mariage de saint Joseph                                                                |                                    | Photos sur Commons |
| Église Saint-Rémy                                                                               | Émancé                                        | Yvelines           | Île-de-France           | 1880, 1889                               | 5                   | Immaculée Conception, saint Adrien, saint Ferdinand de Castille, sainte Élisabeth de Hongrie, sainte Anne                                    | 0 à 4                              | Notice no IM78000148 Notice no IM78000149 |
| Église Saint-Germain-d'Auxerre                                                                  | Gazeran                                       | Yvelines           | Île-de-France           | 1892                                     | 4                   | Remploi de fragments de 1563 représentant Adam et Eve                                                                                        | 5, 7, 9, 11                        | Notice no IM78000196 |
| Église Sainte-Monégonde                                                                         | Orphin                                        | Yvelines           | Île-de-France           | 1883, 1914                               | 8                   | Christ, sainte Monégonde, saint Sébastien, saint Pierre, saint Paul de Tarse, saint Émile, saint Charles Borromée, sainte Geneviève de Paris | 0 à 4, 7, 9, 11                    | Notice no IM78000330 Notice no IM78000331 Notice no IM78000332 Notice no IM78000334                                                                               |
| Église Notre-Dame                                                                               | Versailles                                    | Yvelines           | Île-de-France           | 1874                                     | 3                   | Lorin (signatures) |                                    | Photos sur Commons |
| Église Saint-Gilles                                                                             | Vieille-Église-en-Yvelines                    | Yvelines           | Île-de-France           | 1880                                     | 1                   | Saint Joseph portant l'Enfant Jésus | 7                                  | Notice no IM78000213 |
| Église Notre-Dame                                                                               | Burcy                                         | Calvados           | Normandie               | Non-daté                                 | 1                   | Photographie dans le catalogue Charles Lorin et Cie (années 1930)                                                                            |                                    | Photo sur Commons |
| Église Saint-Aubin                                                                              | Cernay                                        | Calvados           | Normandie               | 1922                                     | 2                   | Charles Lorin : vitraux du souvenir, carton d'une des verrières commémoratives de l'église de Manerbe (1920)                                 | 3, 4                               | Notice no IM14006266 (photos) |
| Église Saint-Aubin                                                                              | Houlgate                                      | Calvados           | Normandie               | 1882 à 1897                              | 45                  | Dont 2 verrières signées "V. Lorin" et 2 "Ch. Crauk"                                                                                         |                                    | Photos sur Commons |
| Église Saint-Jean-Baptiste                                                                      | Manerbe                                       | Calvados           | Normandie               | 1918-1920                                | 10                  | Charles Lorin : vitraux du souvenir, collaboration avec le peintre Lionel Roger (1852-1926)                                                  | 1 à 10                             | Notice no IM14006289 Notice no IM14005260 (photos) |
| Église Notre-Dame de l'Assomption                                                               | Mathieu                                       | Calvados           | Normandie               | 1889-1970                                | 7                   | Lorin (signature), attribution à Charles (?). La baie 0 a été supprimée en 1970 et remplacée par 2 lancettes                                 | 0 à 6                              | Photo sur Commons Notice no IM14005266 (photos) |
| Église Saint-Aubin                                                                              | Pleines-Œuvres                                | Calvados           | Normandie               | 1920                                     | 4                   | Charles Lorin (signatures) | 7 à 10                             | Notice no IM14006353 (photos) |
| Chapelle Notre-Dame-de-Consolation                                                              | Rully                                         | Calvados           | Normandie               | 1919-1920                                | 4                   | Charles Lorin (mention d'interventions précédentes dans l'église paroissiale)                                                                | 1 à 4                              | Notice no IM14006354 (photos) |
| Chapelle en mémoire des soldats morts                                                           | Saint-Germain-du-Crioult                      | Calvados           | Normandie               | 1921                                     | 2                   | Charles Lorin (cartons de la chapelle commémorative de Rully)                                                                                |                                    | Notice no IM14006277 (photos) |
| Église Saint-Crépin-Saint-Crépinien                                                             | Barc                                          | Eure               | Normandie               | 1930                                     | 2                   | saint Louis, sainte Thérèse | 1, 8                               | Notice no IM27000074 |
| Église Saint-Aignan                                                                             | Fort-Moville                                  | Eure               | Normandie               | Non daté                                 | À définir           | François Lorin |                                    | Notice no IM27001205 |
| Église Saint-Ouen                                                                               | Gaillon                                       | Eure               | Normandie               | 1937                                     | 1                   | Charles Lorin |                                    | Photo sur Commons |
| Église Saint-Jean-Baptiste                                                                      | Garennes-sur-Eure                             | Eure               | Normandie               | 1878                                     | 1                   | Représentation du père Jacques-Désiré Laval                                                                                                  | 5                                  | Notice no IM27012785 |
| Église Saint-Sylvestre                                                                          | Saint-Sylvestre-de-Cormeilles                 | Eure               | Normandie               | 1932                                     | 1                   | Charles Lorin et Cie, Saint Sylvestre | 3                                  | Notice no IM27019354 |
| Église Notre-Dame                                                                               | Selles                                        | Eure               | Normandie               | Non daté                                 | 2                   | Restauration de vitraux du XVIe siècle | 3, 4                               | Notice no IM27018089 Notice no IM27018090 |
| Église Saint-Nicolas                                                                            | Barfleur                                      | Manche             | Normandie               | 1892                                     | 12                  | Lorin (signature), attribution à Charles (?)                                                                                                 |                                    | Photo sur Commons Notice no IM50002358 |
| Église Notre-Dame                                                                               | Montfarville                                  | Manche             | Normandie               | 1922-1924                                | 12                  | Charles Lorin, dont baie 8 inspirée d'Ary Scheffer : saint Augustin et sa mère sainte Monique                                                | 1 à 9, 12, 15 et 16                | Notice no IM50002422 |
| Église Saint-Vaast                                                                              | Saint-Vaast-la-Hougue                         | Manche             | Normandie               | 1902-1928                                | 17                  | Charles Lorin (signature) | dont 13, 16, 27 et 28              | Photo sur Commons Notice no IM50002511 |
| Église du Sacré-Coeur ou Saint-Jean-Baptiste                                                    | Bagnoles-de-l'Orne                            | Orne               | Normandie               | 1935-1936                                | 14                  | Charles Lorin | 1 à 14                             | Photos sur Commons Notice no EA61000007 (« Patrimoine du XXe siècle ») Notice no IM61004190                                                                       |
| Église Sainte-Marie-Madeleine                                                                   | La Chapelle-d'Andaine                         | Orne               | Normandie               | 1899                                     | 33                  | Lorin (signature), attribution à Charles (?)                                                                                                 |                                    | Notice no IM61004196 Notice no IM61004197 Notice no IM61004198 |
| Église Notre-Dame                                                                               | Condé-sur-Huisne                              | Orne               | Normandie               | 1936                                     | 3                   | Charles Lorin et Cie (signature) | 4, 5, 6                            | Notice no IM61004205 |
| Église Notre-Dame-de-l'Assomption                                                               | Le Mêle-sur-Sarthe                            | Orne               | Normandie               | 1912, 1920                               | 3                   | Charles Lorin (signatures) |                                    | Photos sur Commons |
| Église Saint-Ouen                                                                               | Saint-Ouen-de-Sécherouvre                     | Orne               | Normandie               | 1913, 1921                               | 12                  | Charles Lorin (signatures) | 1 à 12                             | Notice no IM61004202 |
| Église Saint-Martin                                                                             | Pontchardon                                   | Orne               | Normandie               | 19XX (début)                             | 4                   | Charité de saint Martin, Saint Georges terrassant le dragon, Éducation de la Vierge, Saint Joseph charpentier                                | 1 à 4                              | Notice no IM61001039 |
| Église Saint-Aubin                                                                              | Tourouvre                                     | Orne               | Normandie               | 1892, 1893                               | 9                   | Lorin (signature), attribution à Charles (?). Commémoration de l'émigration de 1647 au Canada                                                | 2 à 6, 8-9, 11-12                  | Photos sur Commons Notice no IM61004116 Notice no IM61004117 Notice no IM61004119                                                                                 |
| Église Saint-Martin                                                                             | Barentin                                      | Seine-Maritime     | Normandie               | Non daté                                 | À définir           | Dessins de Georges Mirianon |                                    | |
| Cathédrale Notre-Dame                                                                           | Le Havre                                      | Seine-Maritime     | Normandie               | 1881                                     | 1                   | Détruit en 1941, Séjour et mort de Saint-François-Xavier en Inde                                                                             | 5                                  | |
| Église Saint-Augustin ou Notre-Dame de la Victoire et de la Paix                                | Le Havre                                      | Seine-Maritime     | Normandie               | 1920 (ca)                                | 1                   | Charles Lorin, Vierge de miséricorde | 18                                 | Notice no IM76004377 |
| Église Saint-Gilles                                                                             | Saint-Gilles-de-la-Neuville                   | Seine-Maritime     | Normandie               | 1960                                     | 1                   | verrière Vas spirituale |                                    | Notice no IM76001901 |
| Église Saint-Denis                                                                              | Sainte-Adresse                                | Seine-Maritime     | Normandie               | 1878                                     | 2                   | Attribué par erreur à Charles Lorin né en 1866, saint Louis, saint Jean l’Évangéliste et saint Guillaume                                     | 27 et 28                           | Notice no IM76004497 |
| Château supérieur ou Oberhof                                                                    | Saverne                                       | Bas-Rhin           | Grand Est               | 1975                                     | 4                   | Avec Alfred Manessier |                                    | Notice no IM67004414 |
| Cathédrale Saint-Étienne                                                                        | Châlons-en-Champagne                          | Marne              | Grand Est               | 1924, 1926-1927, 1932, 1940              | 7                   | | 16, 18, 20, 22, 24, 26, 104, 212   | Notice no IM51000325 Notice no IM51000915 Notice no IM51000916 Notice no IM51000917 Notice no IM51000918                                                          |
| Mémorial des batailles de la Marne Chapelle de la reconnaissance, ou Chapelle des victoires     | Dormans                                       | Marne              | Grand Est               | 1920-1931                                | 2                   | Le grand vitrail du chœur dans la chapelle supérieure, celui dédié à son fils dans la chapelle basse                                         |                                    | Photos sur Commons Notice no EA51000006 (« Patrimoine du XXe siècle »)                                                                                            |
| Basilique Notre-Dame                                                                            | L’Épine                                       | Marne              | Grand Est               | 1933, 1935                               | 10                  | Ch. Lorin et Cie (signatures) avec M. Dano (1), H. M. Magne (1) et G. Loire (1)                                                              |                                    | Photos sur Commons |
| Église Notre-Dame de Minaucourt                                                                 | Minaucourt-le-Mesnil-lès-Hurlus               | Marne              | Grand Est               | 1923-1925                                | 15                  | Charles Lorin, en l'honneur des soldats disparus                                                                                             | 0 à 14                             | Notice no IM51000016 |
| Église Saint-Étienne                                                                            | Nomeny                                        | Meurthe-et-Moselle | Grand Est               | 1927                                     | 20                  | Charles Lorin, Louis Piébourg auteur du modèle                                                                                               | 0 à 19                             | Photo sur Commons Notice no IM54002563 |
| Cathédrale Saint-Étienne                                                                        | Toul                                          | Meurthe-et-Moselle | Grand Est               | 1918-1919                                | 7                   | Charles Lorin | 0, 7, 8, 11, 18                    | Notice no IM54002390 Notice no IM54002393 |
| Chapelle funéraire de la famille Loison                                                         | Damvillers                                    | Meuse              | Grand Est               | 1924                                     | 3                   | Charles Lorin : sainte Scolastique, saint François de Sales, saint Augustin                                                                  | 0 à 2                              | Notice no IM55002109 |
| Abbaye Saint-Michel                                                                             | Saint-Mihiel                                  | Meuse              | Grand Est               | À définir                                | 20                  | Historique IGPC : "Verrières réalisées après 1914 par N. Lorin, de Chartres" (?)                                                             |                                    | Photos sur Commons Notice no IM55005834 Notice no IM55005838 |
| Église Saint-Étienne                                                                            | Saint-Mihiel                                  | Meuse              | Grand Est               | 1932-1937                                | 14                  | Charles Lorin sur des cartons de Jean Virolle                                                                                                | 0-0bis, 1-2, 5-6, 8 à 10           | Photos sur Commons Notice no IM55005812 |
| Église Saint-Laurent                                                                            | Vaucouleurs                                   | Meuse              | Grand Est               | 1879                                     | 2                   | Mort de Joseph, Adoration des Mages | 3, 4                               | Photos sur Commons Notice no IM55005517 |
| Église Saint-Gorgon                                                                             | Woël                                          | Meuse              | Grand Est               | 1929                                     | 1                   | Charles Lorin et Cie : La Cène | 0                                  | Notice no IM55002909 |
| Basilique du Bois-Chenu                                                                         | Domrémy-la-Pucelle                            | Vosges             | Grand Est               | 1899                                     | 3                   | Charles Lorin (signature) |                                    | Notice no IM88000032 |
| Église Saint-Martin                                                                             | Sissonne                                      | Aisne              | Hauts-de-France         | 1935                                     | 15                  | Charles Lorin et Cie (signature) |                                    | Photos sur Commons |
| Basilique Sainte-Maxellende                                                                     | Caudry                                        | Nord               | Hauts-de-France         | 1905-1940                                | À définir           | |                                    | Photos sur Commons |
| Église du Sacré-Cœur                                                                            | Lille                                         | Nord               | Hauts-de-France         | 1890                                     | 11                  | Dessins de Charles Crauk |                                    | Photos sur Commons Notice no PM59000906 |
| Église Saint-Louis                                                                              | Tourcoing                                     | Nord               | Hauts-de-France         | 1900                                     | 5                   | Lorin (signature), attribution à Charles Lorin                                                                                               | 0 à 4                              | Notice no IM59002422 |
| Église Saint-Étienne                                                                            | Wignehies                                     | Nord               | Hauts-de-France         | Non daté                                 | 1                   | |                                    | Photo sur Commons |
| Nécropole nationale de Notre-Dame-de-Lorette                                                    | Ablain-Saint-Nazaire                          | Pas-de-Calais      | Hauts-de-France         | 1925                                     | À définir           | Charles Lorin, d’après les dessins de Henri Pinta                                                                                            |                                    | |
| Église Saint-Martin                                                                             | Samer                                         | Pas-de-Calais      | Hauts-de-France         | 1864-1866                                | 6                   | Nicolas Lorin | 1 à 2, 4 à 7                       | Notice no IM62000978 |
| Église Sainte-Anne                                                                              | Amiens                                        | Somme              | Hauts-de-France         | 1868, 1873, 1880                         | 23                  | Cartons de Charles Crauk | 5 à 10, 21 à 30, 36, 39, 100 à 104 | Notice no IM80000883 Notice no IM80000886 Notice no IM80000893 Notice no IM80000905 Notice no IM80000906 Notice no IM80000907 Notice no IM80000908                |
| Église Saint-Vaast                                                                              | Saint-Vaast-en-Chaussée                       | Somme              | Hauts-de-France         | Non daté                                 | 2                   | Veuve N. Lorin (signature) : saint Jean-Baptiste, sainte Thérèse d'Avila                                                                     | 9, 10                              | Notice no IM80000278 |
| Vitraux de l'église Saint-Malo                                                                  | Dinan                                         | Côtes-d'Armor      | Bretagne                | 1901                                     | 1                   | Charles Lorin (signature) : la vierge Marie remet le rosaire à Saint Dominique                                                               | 18                                 | Photo sur Commons |
| Église Saint-Pérec                                                                              | Lopérec                                       | Finistère          | Bretagne                | 1922                                     | 11                  | Charles Lorin | 4 à 9, 10, 12                      | Notice no IM29003419 Notice no IM29003420 Notice no IM29003421 |
| Chapelle Notre-Dame du Verger                                                                   | Cancale                                       | Ille-et-Vilaine    | Bretagne                | 1910 à 1913                              | 6                   | Charles Lorin | 3 à 8                              | Photos sur Commons Notice no IM35006715 Notice no IM35006717 Notice no IM35006718 Notice no IM35006719 Notice no IM35006720 Notice no IM35006721                  |
| Église Saint-Pierre                                                                             | Coësmes                                       | Ille-et-Vilaine    | Bretagne                | 1902 ; 1905                              | 17                  | Charles Lorin, Arthur Regnault architecte |                                    | Notice no PM35002631 Notice no IM35000900 |
| Église Saint-Pierre                                                                             | Epiniac                                       | Ille-et-Vilaine    | Bretagne                | 1904                                     | 16                  | Charles Lorin | 0 à 14, 16                         | Photos sur Commons Rechercher dans la base Palissy : 16 réponses                                                                                                  |
| Église Saint-Léonard                                                                            | Fougères                                      | Ille-et-Vilaine    | Bretagne                | 1959                                     | 4                   | François Lorin |                                    | Photo sur Commons |
| Église Saint-Martin                                                                             | Lanrigan                                      | Ille-et-Vilaine    | Bretagne                | 1902                                     | À déterminer        | Charles Lorin, Arthur Regnault architecte |                                    | Notice no IA00130838 |
| Chapelle des marins Notre-Dame-de-l'Espérance                                                   | Mont-Dol                                      | Ille-et-Vilaine    | Bretagne                | 1921                                     | 1                   | Charles Lorin, Renault Malo auteur du modèle                                                                                                 |                                    | Notice no PM35001650 |
| Église Saint-Pierre                                                                             | Mont-Dol                                      | Ille-et-Vilaine    | Bretagne                | 1904                                     | 5                   | Charles Lorin |                                    | Notice no PM001645 Notice no PM001646 Notice no PM001647 Notice no PM001648 Notice no PM005133                                                                    |
| Église Saint-Pierre                                                                             | Saint-Père-Marc-en-Poulet                     | Ille-et-Vilaine    | Bretagne                | À définir                                | 3                   | Charles Lorin | 5, 7 et 10                         | Photos sur Commons |
| Église Sainte-Radegonde                                                                         | Baignes-Sainte-Radegonde                      | Charente           | Nouvelle-Aquitaine      | Non daté                                 | 1                   | Charles Lorin (signature) : sainte Radegonde (maîtresse-vitre)                                                                               |                                    | Notice no IM16000814 |
| Église Saint-Germain de Noirlieu                                                                | Bressuire                                     | Deux-Sèvres        | Nouvelle-Aquitaine      | 1922                                     | 4                   | Charles Lorin (signature), vie de saint Germain l'Auxerrois                                                                                  |                                    | Notice no IM79000140 |
| Église Notre-Dame                                                                               | Noirterre                                     | Deux-Sèvres        | Nouvelle-Aquitaine      | 1903, 1911                               | 18                  | Charles Lorin (signature) |                                    | Photo sur Commons Notice no IM79000148 Notice no IM79000149 |
| Église Saint-Christophe                                                                         | Baron                                         | Gironde            | Nouvelle-Aquitaine      | 1900                                     | 6                   | |                                    | Photos sur Commons |
| Église Saint-Louis-des-Chartrons                                                                | Bordeaux                                      | Gironde            | Nouvelle-Aquitaine      | 1881                                     | 1                   | |                                    | Photos sur Commons |
| Église Notre-Dame-de-Pitié du Croisic                                                           | Le Croisic                                    | Loire-Atlantique   | Pays de la Loire        | 1900, 1901                               | 4                   | Charles Lorin (signature) | 9 à 12                             | Photos sur Commons Notice no IM44002157 |
| Église Notre-Dame-de-l'Assomption                                                               | Legé                                          | Loire-Atlantique   | Pays de la Loire        | 1914                                     | 8                   | Charles Lorin (signature) |                                    | « Les vitraux de Charles LORIN »(Archive.org • Wikiwix • Archive.is • Google • Que faire ?), sur egliseassomptionlege.e-monsite.com (consulté le 14 février 2017) |
| Église Saint-Georges                                                                            | Gesnes                                        | Mayenne            | Pays de la Loire        | 1904                                     | 3                   | Charles Lorin (signature) |                                    | Photos sur Commons Notice no IM53000607 |
| Église Saint-Mazeran                                                                            | Broût-Vernet                                  | Allier             | Auvergne-Rhône-Alpes    | 1906                                     | 1                   | Charles Lorin (signature) : sainte Elisabeth                                                                                                 | 12                                 | Notice no IM03000058 |
| Chapelle Notre-Dame du Perpétuel Secours                                                        | Tence                                         | Haute-Loire        | Auvergne-Rhône-Alpes    | 1895-1896                                | 15                  | Lorin (signature), fausse attribution à Nicolas mort en 1882                                                                                 | 1 à 12, 101 à 103                  | Notice no IM43000611 |
| Église Saint-Jean-Baptiste                                                                      | Boën-sur-Lignon                               | Loire              | Auvergne-Rhône-Alpes    | 1887, 1914                               | 12                  | Lorin et Charles Lorin (2 signatures) : le Décalogue, Résurrection de Lazare, Baptême du Christ                                              | 9 à 20                             | Notice no IM42000883 Notice no IM42000884 |
| Église Saint-Bénigne                                                                            | Pontarlier                                    | Doubs              | Bourgogne-Franche-Comté | 1974-1975                                | 16                  | Gérard Hermet et Mireille Juteau, d'après les cartons d'Alfred Manessier                                                                     | 1 à 16                             | Photos sur Commons Notice no IM25001732 |
| Église Saint-Pierre-et-Saint-Paul                                                               | Appoigny                                      | Yonne              | Bourgogne-Franche-Comté | 1935                                     | 2                   | Charles Lorin (signature) : débris du XVIe siècle insérés autour des personnages                                                             | 1 et 2                             | Notice no IM89000001 |
| Temple protestant                                                                               | Moussac                                       | Gard               | Occitanie               | Non-daté                                 | 1                   | Photographie dans le catalogue Charles Lorin et Cie (années 1930)                                                                            |                                    | Photo sur Commons |